# Улун

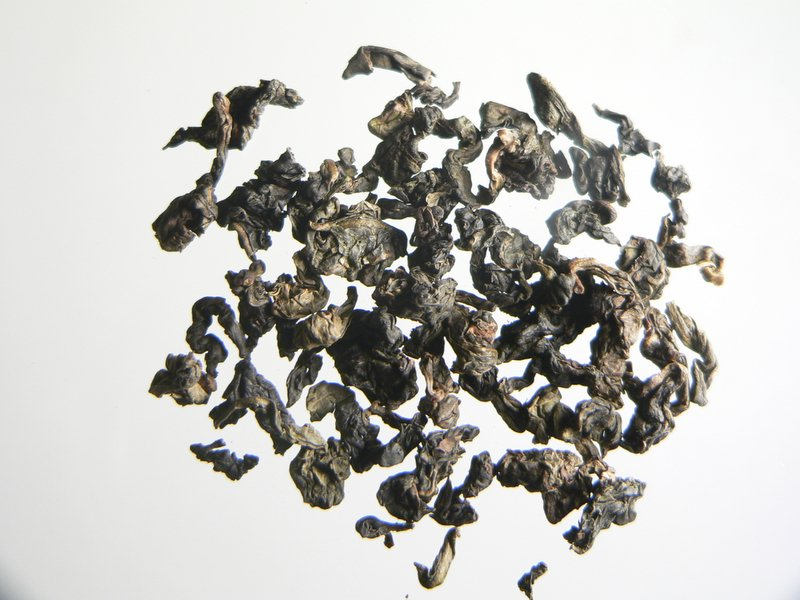
Улун

Улу́н (спрощ.: 乌龙; кит. трад.: 烏龍[джерело?], ) — традиційний китайський чай, що за ступенем окиснення стоїть між зеленим та чорним чаями. Ступінь окиснення улунів коливається від 30 до 70 %. Також відомий під назвою Оолонг (помилкова, але поширена транслітерація англійського варіанта назви — Oolong).
Оригінальна назва улуну звучить, як Мін Бей Вулонг Ча (Min Bei Wulong Cha), що означає «Чай Чорного Дракона з Півночі Фуцзяню».
Для улуна збирають зріле листя з дорослих кущів. Процес виготовлення чаю включає зав'ялювання, скручування, ферментацію, підсмажування, повторне скручування і подальше сушіння.
Один з найдорожчих китайських чаїв Да Хон Пао (Великий червоний халат) належить до улунів.